# Cmentarz żydowski w Łaskarzewie
Cmentarz żydowski w Łaskarzewie – kirkut powstały w drugiej połowie XIX wieku. Mieści się przy ul. biskupa Łaskarza. W czasie II wojny światowej został zniszczony przez nazistów. Dewastacja trwała również po wojnie. Obecnie cmentarz otoczony jest betonowym ogrodzeniem, które zostało wzniesione w 1988 z inicjatywy i za pieniądze Zygmunta Warszawera. Na jego terenie znajduje się siedem częściowo zachowanych nagrobków oraz kilkanaście fragmentów potłuczonych płyt nagrobnych. Na cmentarzu znajduje się masowa mogiła, w której spoczywają zwłoki kilkudziesięciu Żydów zabitych przez Niemców w listopadzie 1942. Na lewym filarze bramy cmentarnej widnieje metalowa tablica informująca o kirkucie.